# Podul medieval din Zlodica
Podul medieval din Zlodica este un pod de piatră construit în secolul al XV-lea în satul Zlodica (comuna Ceplenița, județul Iași), care traversează râul Zlodica.
Podul din Zlodica este inclus pe Lista monumentelor istorice din anul 2015 din județul Iași, având codul de clasificare cod LMI IS-II-m-B-04274. 

## Istoric
Podul medieval de la Zlodica a fost construit la porunca lui Ștefan cel Mare (1457-1504), fiind situat de-a lungul „drumului vinului” dintre Hârlău și Cotnari, unde era Palatul Domnesc. 
Podul are o lungime de aproape 25-30 de metri și o lățime  de vreo 6 metri și a fost construit din piatră de râu cioplită .
Deasupra arcului în centru, pe timpanul de vest, se pare că a existat cândva o inscripție, menționată ca dispărută în fișa monumentului din anii '60.
Lângă pod, se află un beci care ar fi aparținut unui vechi han.
În 2022, Podul a fost reabilitat de ONG-ul Ambulanța pentru monumente.

## Imagini

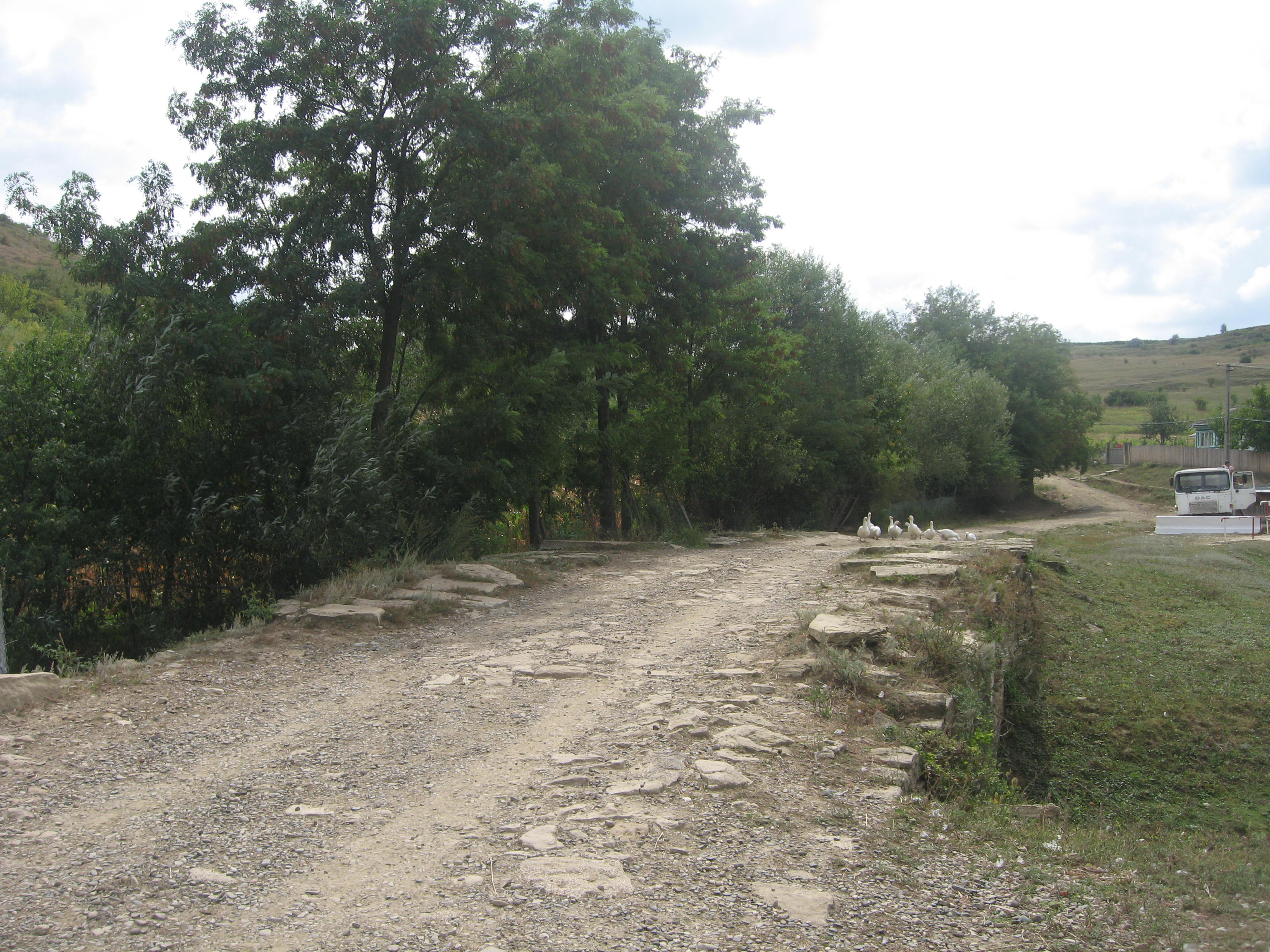
Podul medieval din Zlodica după reabilitarea din 2022
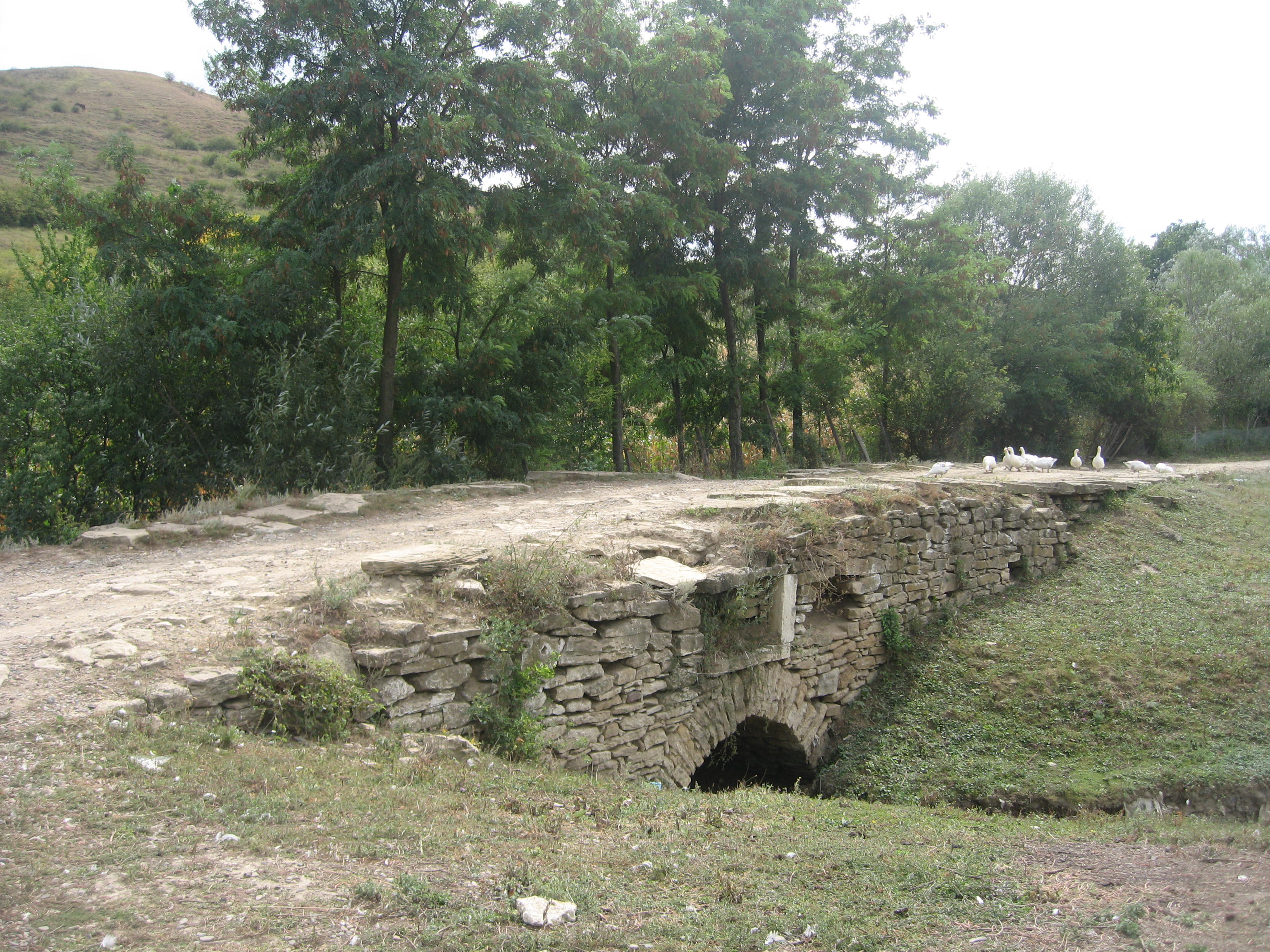
Podul medieval din Zlodica
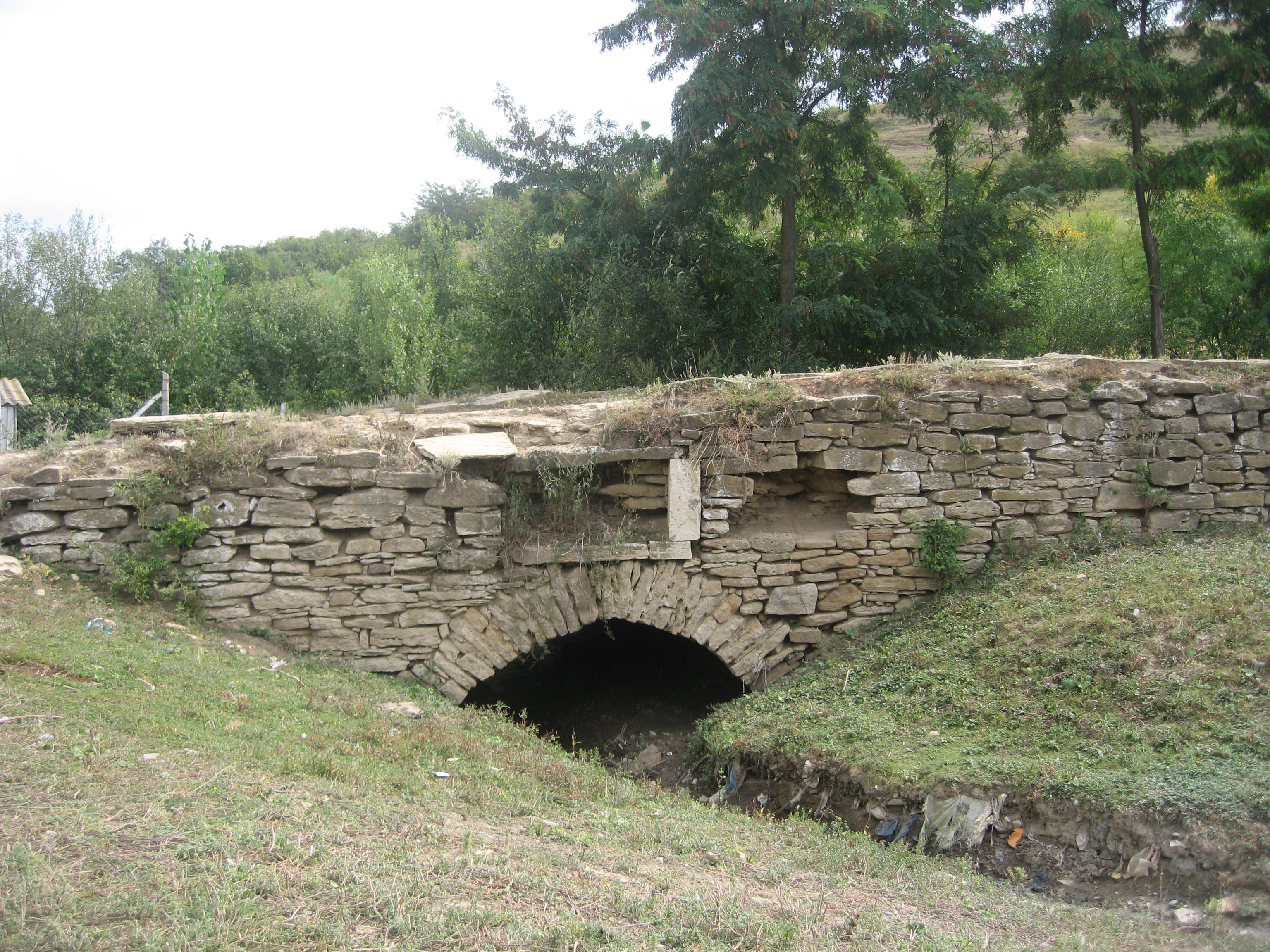
Podul medieval din Zlodica
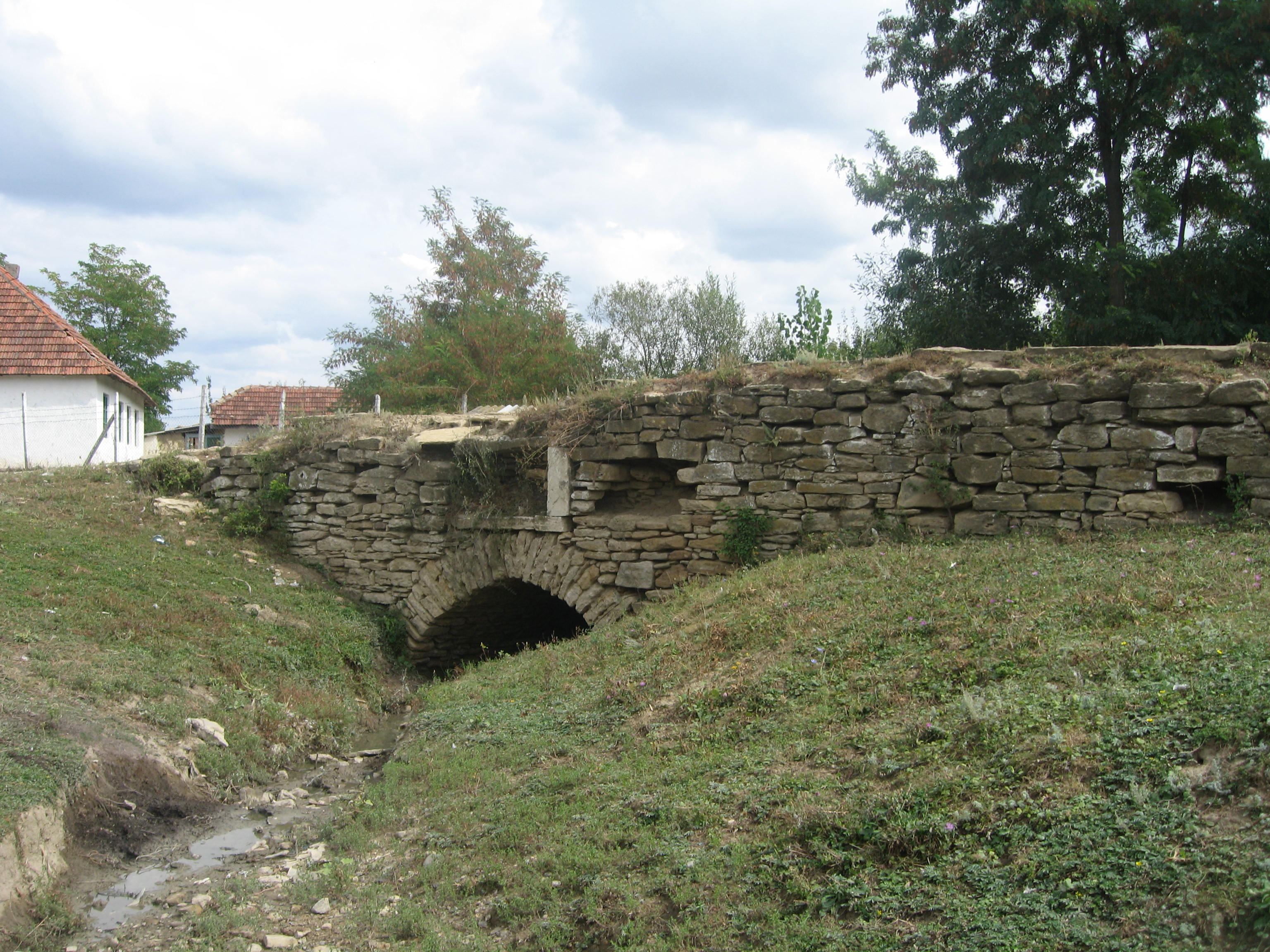
Podul medieval din Zlodica
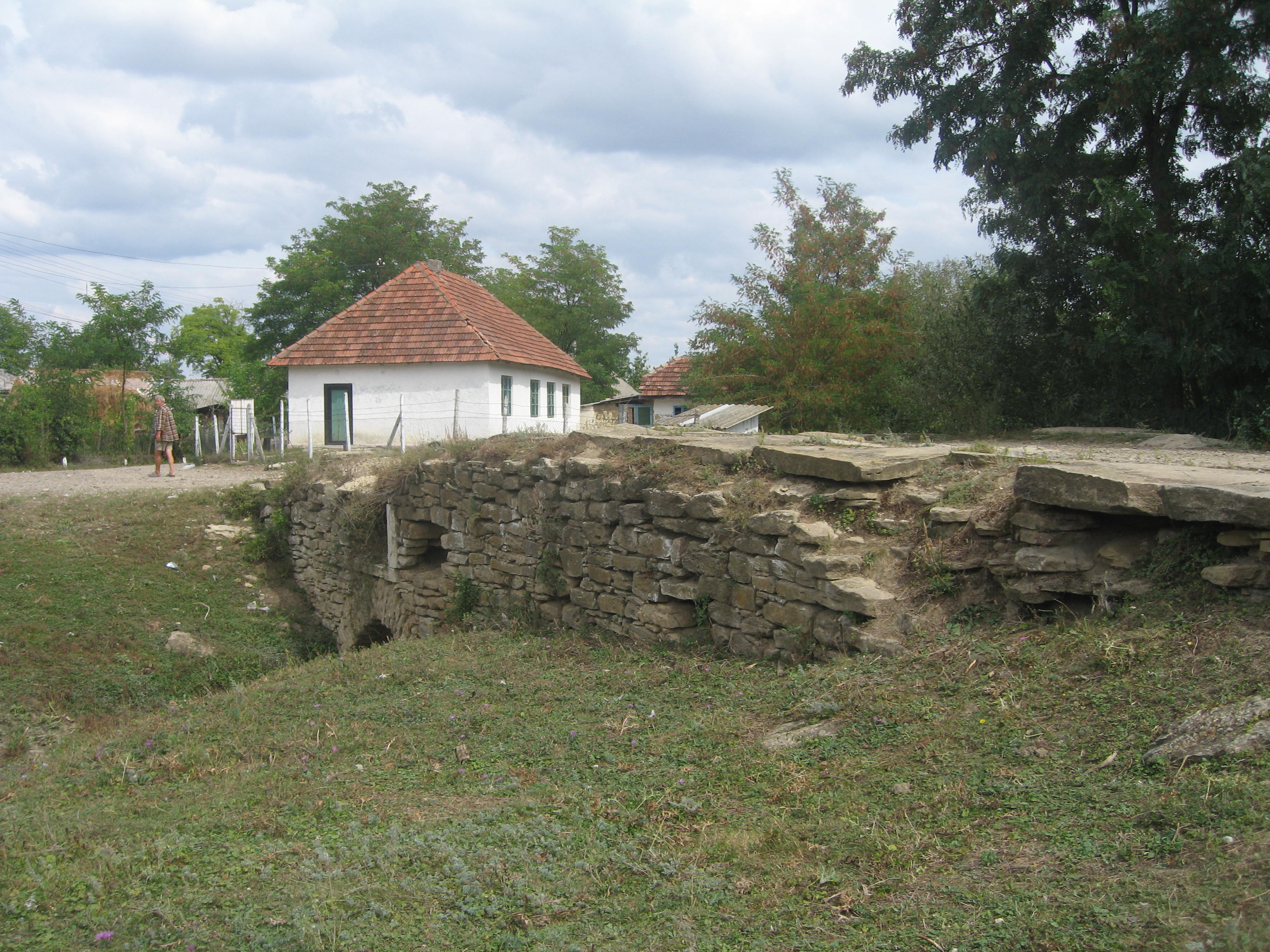
Podul medieval din Zlodica
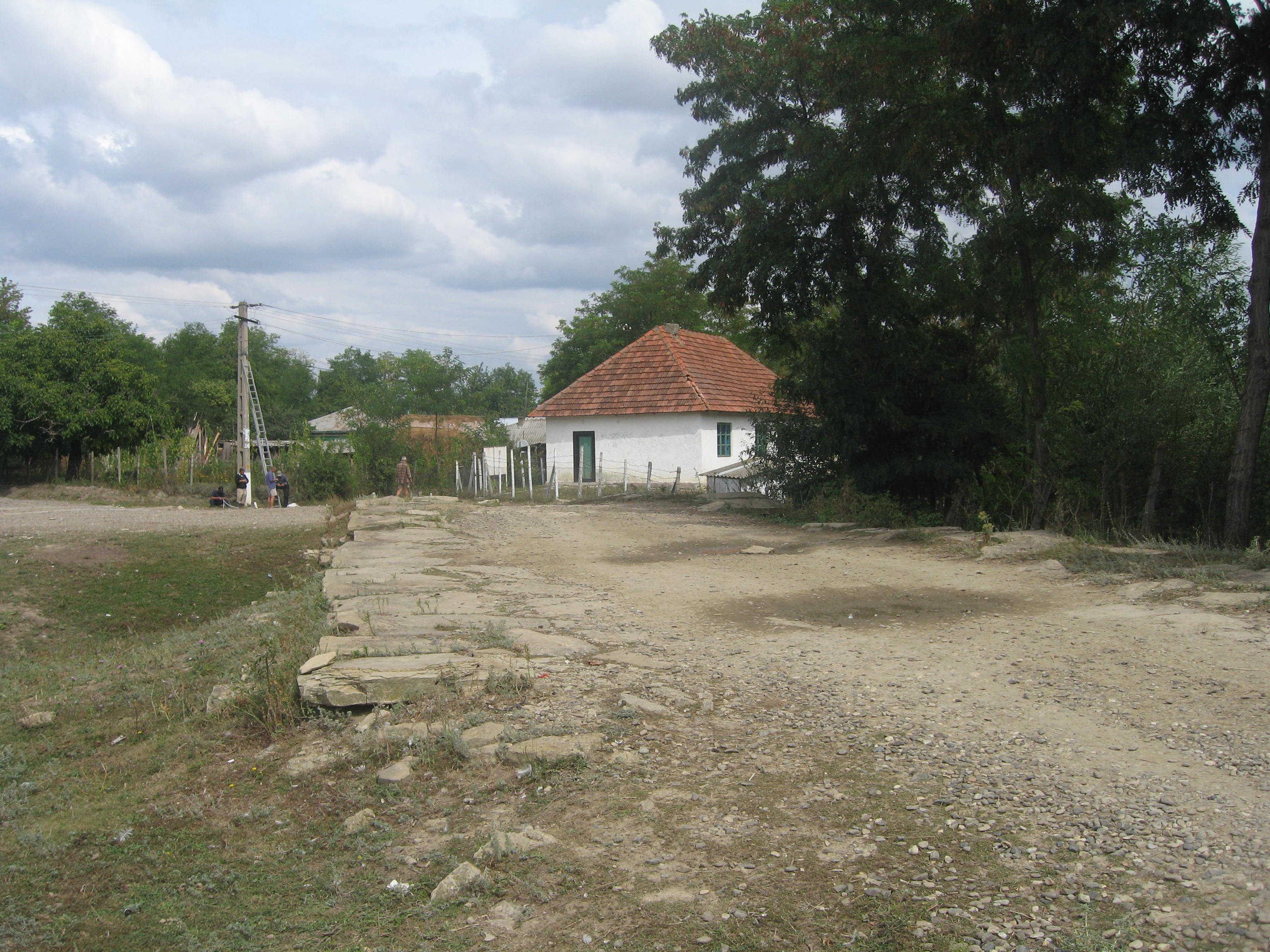
Podul medieval din Zlodica
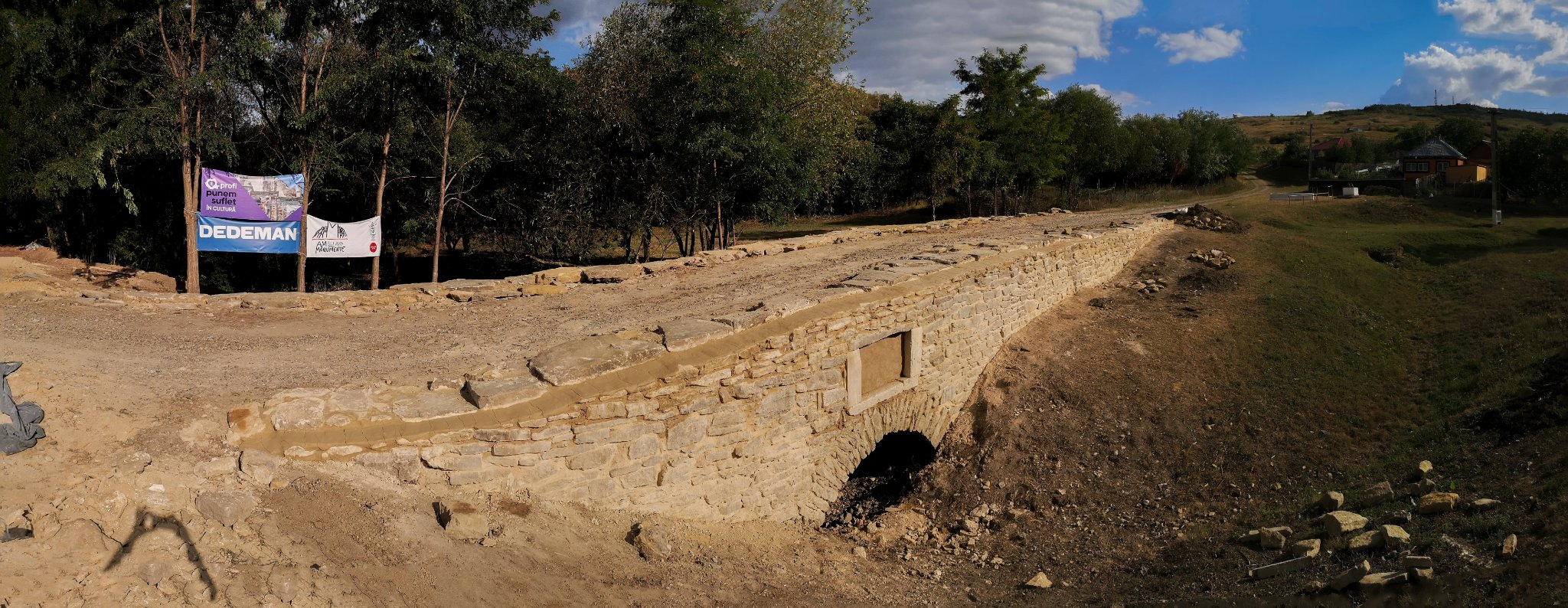
Podul din piatră din Zlodica